# イサーク・カラブチェフスキー
イサーク・カラブチェフスキー（Isaac Karabtchevsky, 1934年12月27日 - ）は、ブラジルの指揮者。

## 経歴
サンパウロにて、ロシア系移民の音楽家の家に生まれる。ドイツで音楽教育を受け、ヴォルフガング・フォルトナー、ピエール・ブーレーズ、カール・ウーターの各氏の下で作曲や指揮法などを学んだ。
1969年にブラジル交響楽団の芸術監督に就任し、1994年までその任に当たった。1979年から1985年までサンパウロ歌劇場の指揮者、1988年から1994年までウィーン・トーンキュンストラー管弦楽団の首席指揮者を兼任。1995年から2001年までフェニーチェ劇場の音楽監督、2003年から2010年までポルト・アレグレ交響楽団の芸術監督、2004年から2009年までロワール国立管弦楽団の音楽監督を歴任した。